# Waiting at the Church (film 1919)
Waiting at the Church è un cortometraggio muto del 1919 diretto da Eddie Lyons e Lee Moran.

## Produzione
Il film fu prodotto dall'Universal Film Manufacturing Company (come Star Comedies).

## Distribuzione
Distribuito dall'Universal Film Manufacturing Company, il film - un cortometraggio di una bobina - uscì nelle sale cinematografiche USA il 4 agosto 1919.